# 중화도
중화도(中花島)는 전라남도 완도군 금당면에 있는 섬이다. 특정도서로 지정하여 관리되고 있다.

## 특정도서
중화도는 자란 집단서식지이며, 풍화혈 발달로 지형경관이 매우 우수하며, 멸종위기동물인 구렁이가 서식하고 있어 독도 등 도서지역의 생태계보전에 관한 특별법에 의거 특정도서로 지정되었다.
- 지정번호 : 제72호
- 면적 : 33,719m2
- 지번 : 전라남도 완도군 금당면 육산리 산302